# Cửu Long Pha
Cửu Long Pha (giản thể: 九龙坡区; phồn thể: 九龍坡区; Hán-Việt: Cửu Long Pha khu) là một quận thuộc thành phố trực thuộc trung ương Trùng Khánh, Cộng hòa Nhân dân Trung Hoa. Quận này nằm ở phía tây nam của thành phố Trùng Khánh, có diện tích 432 km2, dân số năm 2006 là 780.000 người, mã bưu chính 400050. Phía đông và tây bị Trung Lương Sơn ngăn cách. Cửu Long Pha được chia thành 7 nhai đạo: Dương Gia Bình, Tạ Gia Loan, Thạch Bình Kiều, Trung Lương Sơn, Thạch Kiều Phố, Du Châu Lộ và 11 trấn.